# Рядань (приток Тихвинки)
Рядань — река в России, протекает в Бокситогорском районе Ленинградской области. Левый приток реки Тихвинка, бассейн Сяси.

## География
Рядань начинается в черте города Пикалёво и течёт на северо-запад. Практически на всём протяжении реки вдоль русла справа проложена железнодорожная линия Волховстрой — Тихвин — Череповец. Ниже Пикалёво река запружена, ещё ниже на правом берегу остаётся куст деревень вокруг деревни Зиновья Гора. Напротив этого куста слева в Рядань впадает река Лудомка. Далее река пересекает железнодорожную линию (на левом берегу остаётся деревня Павловские Концы), принимает правый приток Белая и поворачивает на запад. По правому берегу деревни Большой Двор, Михайловские Концы и Горелуха, по левому — Турково и посёлок при станции Дыми. Впадает в Тихвинку в 65 км от устья последней. Длина реки составляет 55 км, площадь водосборного бассейна 362 км².

## Данные водного реестра
По данным государственного водного реестра России относится к Балтийскому бассейновому округу, водохозяйственный участок реки — Сясь, речной подбассейн реки — Нева и реки бассейна Ладожского озера (без подбассейна Свирь и Волхов, российская часть бассейнов). Относится к речному бассейну реки Нева (включая бассейны рек Онежского и Ладожского озера).
Код объекта в государственном водном реестре — 01040300112102000018211.